# Zoran Janjetov
Zoran Janjetov, (Subotica, 23 juni 1961) is een Servische striptekenaar. Hij is vooral bekend van de strips over John Difool (De incal), de metabaronnen en de Technovaders. Janjetov hanteert een stijl die voortbouwt op die van stripgrootmeester Moebius.

## Biografie
Janjetov begon op jonge leeftijd met tekenen. Zijn vader, architect van beroep, stimuleerde hem hierin verder te gaan. De jonge Janjetov werd beïnvloed door het werk van Walt Disney en maakte zijn eerste korte strip op zevenjarige leeftijd. Na zijn middelbare school volgde een opleiding aan de Academie voor Beeldende Kunsten in Novi Sad, waar hij afstudeerde. Tijdens zijn opleiding aan de kunstacademie publiceerde hij korte verhalen in diverse studentenbladen. Hij ontwikkelde een stijl die geïnspireerd was door het werk van Moebius. In 1982 creëerde hij de serie 'Bernard Panasonik', die uitkwam in het blad in Yu Strip en in 1990 in het album Bizzarta werd gepubliceerd.
Op een tentoonstelling in Parijs ontmoette hij in 1986 Moebius, die hem verder hielp in zijn stripcarrière. Hij verzorgde de kleuren in twee delen uit de serie de avonturen van John Difool en volgde Moebius op als tekenaar in de reeks 'De jeugd van John Difool' met scenarioschrijver Alejandro Jodorowsky. In deze reeks verschenen tussen 1988 en 1994 zes delen. Met Jodorowsky creëerde hij in 1997 ook de serie de metabaronnen en de Technovaders.

## Reeksen
- De jeugd van John Difool 1989-1995
  - 1 De inwijding (1989)
  - 2 De privé-detective (1991)
  - 3 KROOT! (1992)
  - 4 Anarcho-Psychoten (1993)
  - 5 Whisky, SPV en Homeo-Hoeren (1994)
  - 6 De zelfmoordgaanderij (1995)

- De metabaronnen
  - 9 De wapens van de Metabaronnen (2010) met Travis Charest en scenario Alejandro Jodorowsky

- De Technovaders 1998-2008
  - 1 De lagere pan-technoschool (1998)
  - 2 De tuchtschool van nohope (2000)
  - 3 De planeta games (2001)
  - 4 Halkattraz, de ster van de beulen (2003)
  - 5 De sekte van de technovaders (2004)
  - 6 De geheimen van het Techno-Vaticaan (2005)
  - 7 Het perfecte spel (2008)
  - 8 De beloofde melkweg (2008)

- Ogregod
  - de schipbreukelingen (2011)

- Centaurus 2015-2018
  - 1 Het beloofde land (2015)
  - 2 Het vreemde land (2016)
  - 3 Het waanzinnige land (2017)
  - 4 Het angstaanjagende land (2018)

- Biblioteca Nacional de España: XX1647974
- Bibliothèque nationale de France: cb121090792 (data)
- Gemeinsame Normdatei: 138148627
- International Standard Name Identifier: 0000 0001 2037 1288
- Library of Congress Control Number: n2004045706
- MusicBrainz: e4ef0da3-24f1-4c5c-b42c-46a17915c69e
- Nationale Bibliotheek van Tsjechië: xx0219073
- Nationale Bibliotheek van Israël: 987007291147305171
- Nederlandse Thesaurus van Auteursnamen: 085482773
- Système universitaire de documentation: 02946966X
- Virtual International Authority File: 56640649